# Ejército de paz
Ejército de paz es el quinto álbum de estudio de la banda mexicana de ska y rock en español Panteón Rococó y fue publicado por el sello discográfico La Real Independencia en 2010.

## Lista de canciones
Todos los temas fueron escritos por Panteón Rococó.

| N.º   | Título                   | Duración |  |
| 1.    | «Sálvame»                | 3:35     |  |
| 2.    | «Cerdoz»                 | 3:27     |  |
| 3.    | «Abajo y a la izquierda» | 3:46     |  |
| 4.    | «Dale equilibrio»        | 3:32     |  |
| 5.    | «Jardín de amapolas»     | 3:50     |  |
| 6.    | «Democracia fecal»       | 2:58     |  |
| 7.    | «Sí, ya lo sé»           | 3:30     |  |
| 8.    | «Sacude»                 | 3:05     |  |
| 9.    | «Payaso de mentiras»     | 3:23     |  |
| 10.   | «Control remoto»         | 2:52     |  |
| 11.   | «Conflictos»             | 3:39     |  |
| 12.   | «Arréglame el alma»      | 4:17     |  |
| 13.   | «Vete lejos»             | 4:09     |  |
| 46:03 |                          |          |  |

## Créditos
- Dr. Shenka — voz.
- Darío Espinosa — bajo acústico y eléctrico.
- Hiram Paniagua — batería.
- Leonel Rosales — guitarra.
- Felipe Bustamante — teclados.
- Paco Barajas — trombón.
- Rodrigo Gorri Bonilla — guitarra.
- Missael — saxofón y zurna.
- Tanis — percusiones, zurna y cajón.